# Silvana Mura
Silvana Mura (Chiari, 22 luglio 1958) è una politica italiana, cofondatrice dell'Italia dei Valori di Antonio Di Pietro.

## Biografia
Laureata in Scienze politiche e relazioni internazionali, è un'imprenditrice nel campo dell'alta moda, nel 2000 fu tra le fondatrici del nuovo partito Italia dei Valori, di cui è tesoriera per tutta la presidenza di Antonio Di Pietro e segretaria regionale in Emilia-Romagna fino al 2004.
Assessore con delega alle attività produttive, commerciali e turistiche a Bologna nella giunta comunale di Sergio Cofferati, alle elezioni politiche del 2006 viene eletta alla Camera con la lista Uniti nell'Ulivo e si dimette dall'incarico di assessore. Eletta segretaria della presidenza di Montecitorio, il 3 maggio s'iscrive al gruppo dell'Italia dei Valori e dal 30 maggio successivo, nella XV legislatura, fa parte della 10ª Commissione Attività Produttive e del comitato per la comunicazione e l'informazione esterna.
Alle elezioni politiche del 2008 è stata eletta deputata nelle file dell'Italia dei Valori in Emilia-Romagna.
Non si è potuta ricandidare alle elezioni politiche del 2013, nonostante le difese di Antonio Di Pietro (candidato al suo posto), in quanto esclusa da Antonio Ingroia (leader della lista elettorale Rivoluzione Civile a cui aderiva l'IdV) perché risulta indagata.
Nel 2015 aderisce al movimento politico Italia Unica di Corrado Passera, ex Ministro dello sviluppo economico e delle infrastrutture e dei trasporti del governo Monti.